# Радченко, Мария Григорьевна
Мария Григорьевна Радченко (род. 20 августа 1989 года) — российская пловчиха в ластах.

## Карьера
- Чемпионка мира 2011 г.
- Призёр чемпионата мира 2009 г.
- Рекордсменка Европы.
- Победительница Кубка мира 2006, 2008, 2009 гг.
- Чемпионка России 2009, 2010, 2011, 2012 гг.

Закончила экономический факультет ТГУ.